# Перший Ліонський собор
Пе́рший Ліо́нський собо́р — Вселенський собор католицької церкви, скликаний папою Інокентієм IV в Ліоні. Собор почався 24 червня 1245 та закінчився 17 липня 1245 року. В ньому взяли участь 150 єпископів. Центральним питанням стояло усунення з престолу Фрідріха II та португальського короля Саншу II.
Окрім єпископів, на собор приїхали французький король Луї IX та латинський імператор Балдуїн II. Германського імператора Фрідріха II та португальського короля Саншу II детронізували. Теж було обговорено підготовку нового хрестового походу, якою займався Луї IX.
У роботі собору брав участь руський архієпископ Петро Акерович, який розповів його учасникам про погром Русі татарами, застерігаючи про небезпеку з боку татар. Для оцінки ситуації та можливого союзу проти татар Папа вислав на Русь та в орду свого легата Джованні да Плано Карпіні.